# Palazzo Manzi (Neapel)

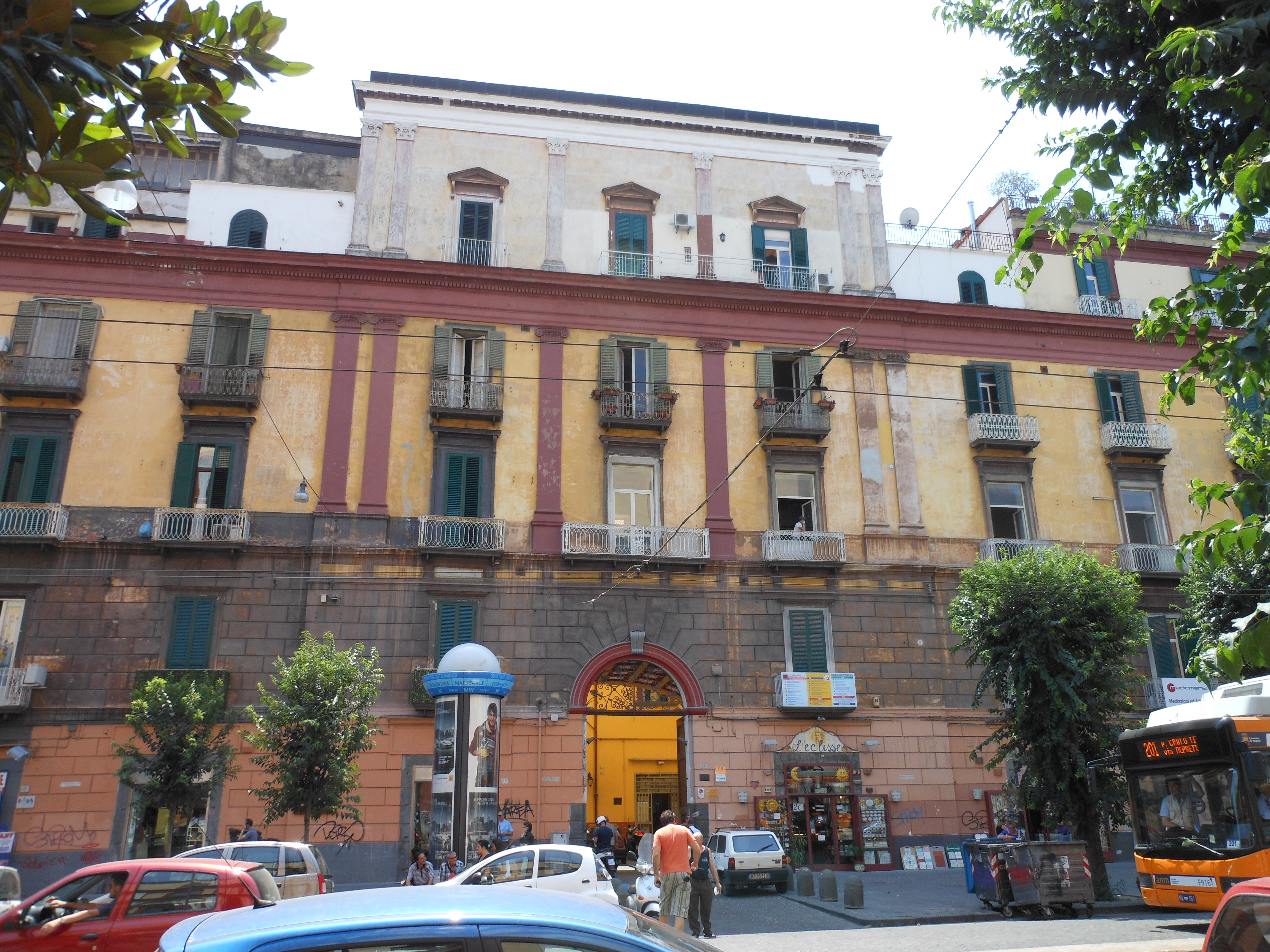
Palazzo Manzi in Neapel

Der Palazzo Manzi ist ein Palast aus dem 19. Jahrhundert im Viertel San Lorenzo in Neapel in der italienischen Region Kampanien. Er liegt in der Via Foria, 76.

## Geschichte
Im Jahre 1840 ließ Luigi Manzi von Francesco de Cesare erbauen.

## Beschreibung
Der Palast zeigt eine einfache, aber imposante Dekoration, gekennzeichnet durch die Symmetrie der Fassade. Die Mitte der Hauptfassade krönt ein Söller und der Mittelteil springt ganz leicht vor. Zu den interessanten Einzelheiten des Palastes gehört eine rationelle Aufteilung der Innenräume.
Das Gebäude befindet sich in leidlich gutem, aber nicht exzellentem Erhaltungszustand.